# Tempa Ndah
Rosalie Tempa Ndah François (* 15. April 1973) ist eine ehemalige beninische Fußballschiedsrichterassistentin.
Ab 2003 stand Ndah auf der Liste der FIFA-Schiedsrichter und leitete internationale Fußballpartien.
Ndah war Schiedsrichterassistentin bei zwei Weltmeisterschaften (der Weltmeisterschaft 2007 in China und der Weltmeisterschaft 2011 in Deutschland) und drei Olympischen Spielen (beim olympischen Fußballturnier 2004 in Griechenland, beim olympischen Fußballturnier 2008 in China und beim olympischen Fußballturnier 2012 im Vereinigten Königreich). Insgesamt leitete sie zwei WM-Spiele, davon ein Spiel bei der WM 2007 (als Assistentin von Dagmar Damková) und ein Spiel bei der WM 2011 (als Assistentin von Thérèse Neguel), sowie fünf Spiele bei Olympischen Spielen. Zudem war sie bei der U-20-Weltmeisterschaft 2014 in Kanada und bei der U-20-Weltmeisterschaft 2016 in Papua-Neuguinea im Einsatz.
2017 beendete Ndah ihre aktive Schiedsrichterkarriere.
Ndah wohnt in Natitingou und arbeite als Frisörin.